# Каное Тауншип (округ Індіана, Пенсільванія)
Каное Тауншип (англ. Canoe Township) — селище (англ. township) в США, в окрузі Індіана штату Пенсільванія. Населення — 1432 особи (2020).

## Демографія
Згідно з переписом 2010 року, у селищі мешкало 1505 осіб у 565 домогосподарствах у складі 392 родин. Було 680 помешкань
Расовий склад населення:
| - 99,3 % — білих - 0,4 % — корінних американців - 0,1 % — чорних або афроамериканців - 0,1 % — азіатів |

До двох чи більше рас належало 0,1 %. Частка іспаномовних становила 0,1 % від усіх жителів.
За віковим діапазоном населення розподілялося таким чином: 18,5 % — особи молодші 18 років, 61,2 % — особи у віці 18—64 років, 20,3 % — особи у віці 65 років та старші. Медіана віку мешканця становила 47,5 року. На 100 осіб жіночої статі у селищі припадало 115,0 чоловіків;  на 100 жінок у віці від 18 років та старших — 115,5 чоловіків також старших 18 років.
Середній дохід на одне домашнє господарство  становив 47 970 доларів США (медіана — 37 824), а середній дохід на одну сім'ю — 54 008 доларів (медіана — 41 932). За межею бідності перебувало 24,9 % осіб, у тому числі 39,4 % дітей у віці до 18 років та 14,4 % осіб у віці 65 років та старших.
Цивільне працевлаштоване населення становило 590 осіб. Основні галузі зайнятості: освіта, охорона здоров'я та соціальна допомога — 27,8 %, роздрібна торгівля — 12,2 %, будівництво — 11,4 %, виробництво — 11,2 %.